# Bùi Đức Tạm
Bùi Đức Tạm (1923 - 2016) - một tướng lĩnh Quân đội nhân dân Việt Nam, quân hàm Thiếu tướng, Phó Chủ nhiệm Tổng cục Kỹ thuật BQP. Uỷ viên Uỷ ban kiểm tra Đảng uỷ Quân sự Trung ương, Phó Chính ủy Bộ Tư lệnh 559 (Trường Sơn). Huân chương Độc lập hạng Nhì.

## Thân thế sự nghiệp
• Ông sinh ngày 10 tháng 10 năm 1923, tại xã Xuân Bảng, huyện Xuân Trường, tỉnh Nam Định trong một gia đình địa chủ dân tộc.
• Từ tháng 2 năm 1945 đến tháng 8 năm 1945, ông là Ủy viên chính trị Ủy ban Khởi nghĩa giành chính quyền huyện Xuân Trường, huyện Giao Thủy, tỉnh Nam Định.
• Từ tháng 9 năm 1945 đến tháng 12 năm 1947: ông tham gia cách mạng, rồi nhập ngũ, Chính trị viên Đội Trinh sát Lạc Quần; Chính trị viên Đại đội 3, Tiểu đoàn 62, Trung đoàn 44 Liên khu 3.
• Vào Đảng 28 tháng 2 năm 1946.
• Tháng 1 năm 1948, ông là Chính trị viên phó Tiểu đoàn 77, Trung đoàn 44.
• Tháng 3 năm 1949, Phó ban Chính trị, kiêm Trưởng tiểu ban Cán bộ Trung đoàn 44.
• Tháng 12 năm 1950, Trưởng ban Chính trị Trung đoàn 64 (Đoàn Đồng Bằng) Sư đoàn 320.
• Tháng 3 năm 1952, ông là Phó Chính uỷ Trung đoàn 64, trực tiếp cùng tiểu đoàn 738 chiến đấu phản kích, đẩy lùi cuộc hành binh Amphibie (Ăm-phi-bi) do tướng Béc-su chỉ huy càn quyét vào Lý Nhân và Bình Lục, Hà Nam (tháng 3 năm 1952).
• 10/1953, Phó chính ủy, Chính ủy Phòng Cung cấp Sư đoàn 320, Bí thư Đảng ủy Phòng.
• Từ tháng 7 năm 1954 đến tháng 5 năm 1955, ông là Chính uỷ Trung đoàn 42, Quân khu Hữu Ngạn, Bí thư Đảng uỷ Trung đoàn.
• 6/1955, Chính uỷ Trung đoàn 248, Quân khu Đông Bắc, Bí thư Đảng uỷ Trung đoàn;
• 7/1958, ông là Chính uỷ Trung đoàn 53, Liên khu 3, Bí thư Đảng uỷ Trung đoàn.
• 9/1959, Phó chủ nhiệm chính trị Sư đoàn 320;
• 7/1963- 8/1964, học lớp Trung cao chính trị.
• Từ 8/1964 đến 6/1966, Chủ nhiệm chính trị Sư đoàn 320.
• 7/1966, Cục trưởng Cục Chính trị Đoàn 559.
• 3/1970, Phó chính uỷ Đoàn 559, Uỷ viên thường vụ Đảng uỷ Đoàn 559, kiêm Chính uỷ Đoàn 470;
• 2/1973, Chính uỷ Cục Vận tải Tổng cục Hậu cần, Bí thư Đảng uỷ Cục Vận tải;
• 10/1974, học tại học viện Hậu cần Lêningrát - Liên Xô.
• Từ tháng 6 năm 1976, Phó chủ nhiệm Tổng cục Kỹ thuật kiêm Uỷ viên Uỷ ban kiểm tra Đảng uỷ Quân sự Trung ương
• Tháng 9 năm 1989, ông nghỉ hưu và mất ngày 20/7/2016 tại Hà Nội 
• Thiếu tướng (năm 1983).

## Phần thưởng cao quý
- Huân chương Độc lập hạng Nhì
- Huân chương Quân công (hạng Nhất, Nhì)
- Huân chương Chiến thắng (hạng Nhì)
- Huân chương Kháng chiến (chống Pháp) hạng Nhất
- Huân chương Kháng chiến chống Mỹ hạng Nhất
- Huân chương Chiến công (hạng Nhì, Ba)
- Huân chương Chiến công Giải phóng (hạng Ba)
- Huân chương Chiến sĩ vẻ vang (hạng Nhất, Nhì, Ba)
- Huy chương Quân kỳ Quyết thắng
- Huy hiệu 50 năm tuổi Đảng.